# 小野日向
小野 日向（おの　ひなた、2004年5月10日 - ）は、神奈川県出身の、日本の柔道選手。階級は66kg級。身長164cm。血液型はA型。組み手は左組み。得意技は一本背負投。

## 経歴
柔道は4歳の時に始めて、嶺心会と古賀塾で稽古を積んだ。足立学園中学3年の時に全国中学校柔道大会の60㎏級で優勝した。
足立学園高校2年の時にインターハイで優勝するも、3年の時には3位だった。2023年に日体大へ進学すると、2年の時に全日本ジュニアの66㎏級で3位になった。講道館杯では決勝でパーク24の藤阪泰恒を技ありで破ってシニアの全国大会初優勝を飾った。グランドスラム・東京では準々決勝でモンゴルのヨンドンペレンレイ・バスフーに敗れるなどして5位だった。グランドスラム・タシケントでは初戦でIJF名義で出場したロシアのラマザン・アブドゥラエフと対戦すると、技ありと有効を先取しながら内股で逆転負けを喫した。3年の時には体重別の決勝で天理大学3年の顕徳海利に有効で敗れて2位だった。グランドスラム・ウランバートルでは初戦でIJF名義で出場したロシアのゲルマン・コベツと対戦して技ありでリードするも、終盤に反則負けを喫した。
IJF世界ランキングは10ポイント獲得で439位(25/7/20現在)。

## 戦績
60㎏級での戦績
- 2019年 -　全国中学校柔道大会　優勝
- 2021年 -　インターハイ　優勝
- 2022年 -　インターハイ　3位

66㎏級での戦績
- 2024年 -　全日本ジュニア　3位
- 2024年 - 講道館杯　優勝
- 2024年 - グランドスラム・東京　5位
- 2025年 - 体重別　2位

(出典、JudoInside.com)